# Huichapan
Huichapan è un comune del Messico, situato nello stato di Hidalgo.